# دریاچه‌آروارگان
دریاچه‌آروارگان (نام علمی: Limnognathia) نام یک شاخه از فرمانرو جانوران است. نام دیگر این شاخه، ریزفک‌زیوه‌تباران (Micrognathozoa) است.
ریزفک‌زیوه‌تباران شاخه‌ای از سلسلهٔ جانوران است، دارای سه جفت آروارهٔ پیچیده و دهانی که به یک رودهٔ نسبتاً ساده ختم می‌شود؛ این جانوران که بدنشان شامل یک سر دوقسمتی و سینه و شکم و دم کوچک است، با استفاده از مژه حرکت می‌کنند و یک لایهٔ چسبندهٔ مژه‌دار شکمی دارند که ماده‌ای مخاطی تولید می‌کند که به کمک آن به اجسام مختلف می‌چسبند.